# Фландрия (историческая область)

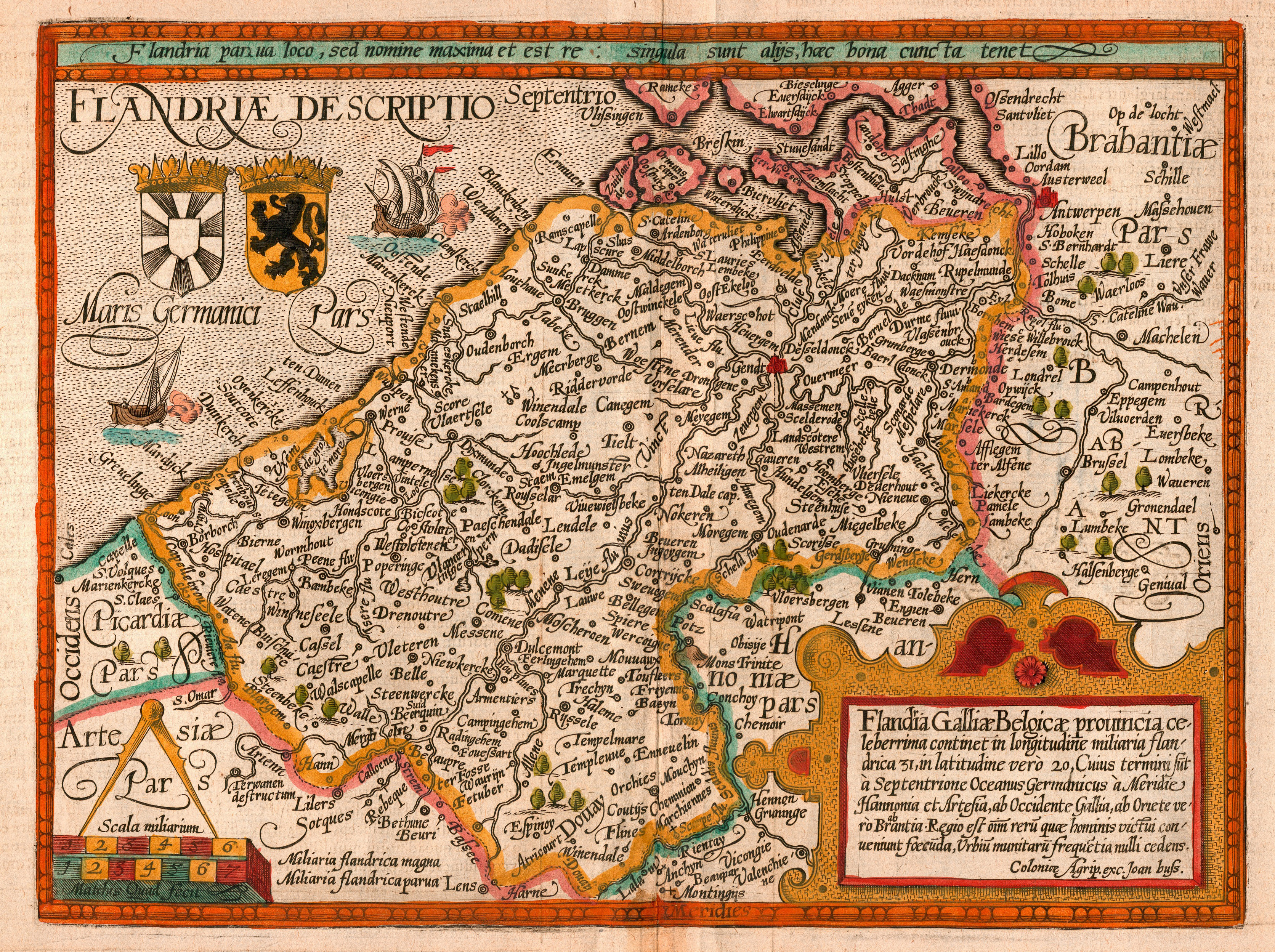
Карта Фландрии 1609 года

Фла́ндрия (нидерл. Vlaanderen, Вландерен — «низменное болото»; западнофлам. Vloandern; фр. Flandre) — историческая область (страна) на территории современных Франции, Бельгии и Нидерландов. 

## История
Фландрия, в древние времена, была населена племенами (народами) моринов, атребатов, менаниями (общее название — бельги), которых относят к кельтским племенам. После захвата (оккупации, покорения) данной территории Западной Европы, называемой главой Древнего Рима Цезарем Галлией, она стала называться римской провинцией Вторая Бе́лгика (Belgica secunda). 
С началом деградации и развала Римской империи её дальние северные территории мало-помалу начали осваивать германцы, и в начале IV столетия, саксонские и франкские племена стали заселять Фландрию с севера (морем) и с востока. А к окончанию VI столетия обычное германское право окончательно водворилось в стране.
Позже население Фландрии составляли, в основном, фламандцы. Со второй половины IX века Фландрия находилась в вассальной зависимости от Франции. В XII—XV веках входила в число регионов Западной Европы с наиболее развитой экономикой, в связи с чем там рано возникли и развились средневековые города, в которых большое влияние имели цеховые объединения городских ремесленников. Среди городов Фландрии наибольшее значение имели Гент, Ипр и Брюгге, в которых развивали производство сукна.
В начале XIV века Фландрия была оккупирована Францией. В 1384 году Фландрия стала частью владений герцогов Бургундских, в 1477 году вошла в состав владений Габсбургов, в 1556 году — в состав владений испанской короны.
В настоящее время бо́льшая часть территории исторической Фландрии входит в состав Бельгии, составляя провинции Западная Фландрия и Восточная Фландрия, небольшая часть — в состав Франции (часть территории департамента Нор, см. Французская Фландрия), часть — в состав Нидерландов (см. Зеландская Фландрия).